# Monestir de Mas Colom
El Mas Colom-Casa Borges és un complex de edificis històrics amb referències notarials del s.XVI. La seva ubicació és a Tàrrega (Urgell) inclosa a l'Inventari del Patrimoni Arquitectònic de Catalunya i catalogat com a Bé Cultural d'interès Local.

## Descripció
Edifici de planta rectangular, de grans proporcions el qual està compost de diverses dependències monacals, de vestigis anteriors, com per exemple la basílica situada a la façana principal de l'edifici. Aquesta façana que mira a l'est està formada de dues torres poligonals a banda i banda les quals flanquegen a un petit campanar d'espadanya de dos ulls. Al centre s'aprecien dos grans finestrals lobulats que es familiaritzen amb la resta de petites obertures verticals que ocupen, de manera simètrica, la façana.
A la part posterior de l'edifici s'adjunta una estructura horitzontal. Aquesta, d'època posterior, vol imitar l'original, però tant els murs com les obertures són d'època recent.
Els elements arquitectònics destacables d'aquest edifici són a les cares laterals on s'aprecien diversos elements eclèctics combinant l'estil renaixentista amb l'estil neogòtic. És una façana realment atípica sobretot pel que fa a les obertures del primer pis.
Les dues façanes laterals presenten dos pisos. El primer amb un registre seriat de finestres eclèctiques, dins d'arcs rebaixats s'insereixen dues arcades bessones, on cadascuna d'elles es diferencia de l'altra. N'hi ha d'arc de mig punt (als dos extrems), segueix un motiu apuntat, un motiu trilobat i al centre de la composició un arc apuntat dentat. Al centre de cada una hi ha un petit forat fent de separació de cada arc bessó. Totes les finestres estan tapiades.
El segon pis segueix una composició més regular, amb petites finestres coronades d'un ràfec voladís semicircular. També resten tapiades. Pel que fa a l'interior del Mas, se sap que la primera planta hi havia la cuina i una sala destinada a refectori. La segona planta fou destinada a habitacions. Més endavant es feu l'ampliació de les dependències annexes. A la paret de llevant s'hi crearen dues plantes, amb parets de pedra del país i amb maó massís als llindars de les finestres. La planta baixa d'aquesta ampliació es destinà a capella i al pis s'hi feren habitacions.
Hi ha una gran església de tres naus d'estil neogòtic amb pedra natural del país i maons massissos. L'absis, encarat a llevant, està guarnit amb dos grans vitralls que il·luminaven la nau central. Sobre les naus laterals es construïren, a banda i banda, una trentena de cel·les per acollir monjos i novicis. A més, a la part de ponent, es completà l'edificació amb dues noves plantes, a banda i banda de l'església, apropant-se a la forma de creuer, les quals mantenien la mateixa altura i el mateix tractament arquitectònic. El desnivell del terreny va permetre, també la construcció d'una planta soterrània, de les mateixes dimensions que l'església, una part del qual es va destinar a mausoleu. El monestir fou dedicat a la Mare de Déu del sufragi.

## Història
És situat al vessant nord de Sant Eloi, formant part del conjunt de masos que configuraven el nucli del Castell del Mor (situat al costat). Sembla que el lloc fou habitat en època ibèrica, per la terrissa que s'hi troba en la zona, durant el segle xiv que era de domini reial. El 1395 fou adquirit per Joan d'Aquilomis que el cedí a la vila de Tàrrega.
Sembla que fou adquirit després pel duc de Sessa, senyor de Despuig. L'any 1699, el dit duc va establir àmplies facultats a favor de Francesc Colom. Després de molts plets, sembla que prevalgueren els drets de la família Colom. Quan aquesta s'extingí, testamentàriament passà a la comunitat dels franciscans de Bellpuig. A conseqüència de l'intent desamortitzador, l'any 1804, el mas passà al Gras de Barbens, els descendents del qual, l'any 1896 van donar l'ús de fruit als cistercencs exclaustrats de Fontfreda (Llenguadoc). Tres frares i quatre converses varen establir-se a Mas Colom, gràcies a la generositat del Marquès de Dou, marmessor de la marquesa de Castellvell, el qual els va vendre l'any 1897 la masia i les terres per deu mil pessetes. Vers el 1903, els fundadors i propietaris del Mas d'en Colom acolliren el grup de monjos de Fontfreda. A partir d'aquí començà una nova vida conventual de pregària. La dita comunitat religiosa aixecà l'actual monestir neogòtic i intentà, sense èxit, de fer fundacions en altres indrets com Sant Pau de Casserres o a Poblet. Contribuïren notablement a modernitzar els mètodes agrícoles vigents a la comarca.
Mas d'en Colom es transformà també en una escola de novicis que acollí algunes vocacions del país.
Així i tot, l'any 1920 els monjos que quedaven varen decidir abandonar definitivament Mas d'en Colom per traslladar-se al monestir de Sant Miquel de Cuixà, després d'arrendar les terres i deixar el monestir "sota la custòdia dels pares caputxins de Tàrrega". Seria una extensió del convent del Carme de la Ciutat.